# Werner Freyberg
Pour les articles homonymes, voir Freyberg.
Werner Freyberg (29 juillet 1902 à Leipzig-15 janvier 1973) est un joueur de hockey sur gazon allemand. Il participe à une édition des Jeux olympiques.
Freyberg meurt à Leipzig en janvier 1973 à l'âge de 70 ans. Sa dépouille repose au cimetière du Sud (Südfriedhof) de Leipzig.

## Jeux olympiques
- Jeux olympiques d'été de 1928 à Amsterdam ( Pays-Bas)
  -  3e position à l'épreuve de hockey sur gazon.